# Zbór Kościoła Chrześcijan Baptystów w Bartoszycach
Zbór Kościoła Chrześcijan Baptystów w Bartoszycach – zbór Kościoła Chrześcijan Baptystów znajdujący się w Bartoszycach, przy ulicy Bohaterów Warszawy 9.
Nabożeństwa odbywają się w każdą niedzielę o godzinie 10.00 i środę o godzinie 18:00.